# Panzosus
Genre
Panzosus est un genre d'opilions laniatores de la famille des Stygnopsidae.

## Distribution
Les espèces de ce genre se rencontrent au Honduras, au Salvador, au Guatemala, au Belize et au Mexique au Chiapas.

## Liste des espèces
Selon World Catalogue of Opiliones (06/10/2021) :
- Panzosus comayagua Cruz-López & Francke, 2019
- Panzosus cusuco Cruz-López & Francke, 2019
- Panzosus femoralis (Goodnight & Goodnight, 1953)
- Panzosus giribeti Cruz-López & Francke, 2019
- Panzosus hispidulus (Pickard-Cambridge, 1905)
- Panzosus marginalis Cruz-López & Francke, 2019
- Panzosus roeweri Cruz-López & Francke, 2019

## Genres de la sous-famille des Stygnopsinae
Selon World Catalogue of Opiliones (06/10/2021) :
- Chinquipellobunus Goodnight & Goodnight, 1944
- Hoplobunus Banks, 1900
- Isaeus Sørensen, 1932
- Iztlina Cruz-López & Francke, 2017
- Mexotroglinus Šilhavý, 1977
- Minisge Cruz-López, Monjaraz-Ruedas & Francke, 2019
- Panzosus Roewer, 1949
- Paramitraceras Pickard-Cambridge, 1905
- Philora Goodnight & Goodnight, 1954
- Sbordonia Šilhavý, 1977
- Serrobunus Goodnight & Goodnight, 1942
- Stygnopsis Sørensen, 1902
- Tonalteca Cruz-López & Francke, 2017
- Troglostygnopsis Šilhavý, 1974

## Publication originale
- Roewer, 1949 : « Über Phalangodiden I. (Subfam. Phalangodinae, Tricommatinae, Samoinae.) Weitere Weberknechte XIII. » Senckenbergiana, vol. 30, p. 11–61.